# Kolcogłowiec australijski
Kolcogłowiec australijski (Hydrophis peronii) – gatunek węża z podrodziny Hydrophiinae w obrębie rodziny zdradnicowatych (Elapidae). Jest to jedyny znany nauce gatunek morskiego węża z kolcem na głowie. Jak inni przedstawiciele rodziny Elapidae, jest jadowity.

## Klasyfikacja
Gatunek ten często wydzielany był do monotypowego rodzaju Acalyptophis.

## Budowa
Jest to wąż średniej wielkości. Średnica jego szyi stanowi jedynie jedną trzecią do dwóch piątych średnicy najgrubszej części jego ciała. Posiada niewielkich rozmiarów głowę. Jego ogon wykazuje spłaszczenie boczne. Łuski supraokularne są uniesione, a ich wolne krawędzie są zaostrzone. Gatunek ten osiąga długość od czubka pyska do naturalnego otworu ciała do 123 cm. Grzbietowa powierzchnia ciała zabarwiona jest szarawo, bladooliwkowo bądź na kolor opalenizny, z ciemnym krzyżowaniem o liniach węższych niż przestrzenie pomiędzy nimi, ze zwężaniem ku bokom ciała. Brzuszna strona ciała ubarwiona jest jednolicie białawo lub też pokrywają ją serie ciemnych krzyżyków, na zmianę z cętkami.
Na szyi istnieje 18–24 rzędów łusek, niekiedy liczba ta wynosi 27. Tułów pokrywa takich rzędów 23–31, rzadziej zaś 21–31.

## Rozmieszczenie geograficzne
Hydrophis peronii spotykany jest w Zatoce Tajlandzkiej w Tajlandii, w Wietnamie, na Morzu Południowochińskim, na wybrzeżu Guangdong i w Cieśninie Tajwańskiej, na Filipinach, w Indonezji, na Nowej Gwinei, w Nowej Kaledonii, na Wyspach Morza Koralowego, u wybrzeży Papui-Nowej Gwinei i Australii (Terytorium Północne, Queensland, Australia Zachodnia).
Typowa lokalizacja tego gatunku to Nowa Holandia (dawniej tak nazywano Australię).

## Pożywienie
Wąż ten żywi się rybami, zwłaszcza z rodziny babkowatych, zjada też krewetki z rodzaju Alpheus.

## Rozmnażanie
Jest to gatunek żyworodny. Pojedyncza samica wydaje na świat do 10 młodych.